# 689 a.C.
Il 689 a.C. (DCLXXXIX a.C. in numeri romani) è un anno  del VII secolo a.C.

## Eventi
- Coloni rodii e cretesi fondano la città di Gela.
- Babilonia viene rasa al suolo durante il regno di Sennacherib